# Yuki Fuke
Yuki Fuke (født 25. april 1991) er en japansk fodboldspiller, som spiller for den japanske fodboldklub Kamatamare Sanuki.